# Tupolev Tu-95
Tupolev Tu-95, kort Tu-95 (NATO-rapporteringsnamn: Bear), är ett sovjetiskt bombflygplan, och det mest lyckade strategiska bombplanet och robotplattformen från sovjettiden. Flygplanet togs i tjänst år 1956 och används än idag (mars 2023). Flygplanet drivs av fyra turboprop-motorer från Kuznetsov. Varje motor driver två motroterande propellrar. Tu-95 är det hittills enda bombplanet med turboprop-framdrivning som tagits i tjänst som kan uppnå hastigheter nära ljudvallen, och är ett av de snabbaste propellerdrivna flygplan som någonsin byggts.
Idag (mars 2023) är Ryssland den enda användaren av Tu-95 och planet förväntas finnas kvar i tjänst till år 2040. Ryska flottan har även en variant för ubåtsjakt med beteckningen Tu-142.

## Varianter
- Tu-95A – Kärnvapenbestyckat bombflygplan (NATO: Bear-A).
- Tu-95B – Konventionellt bombflygplan (Bear-A).
- Tu-95M – Bombflygplan med lufttankningsbom.
- Tu-95K – Vapenplattform för kryssningsroboten Mikojan Ch-20 (Bear-B).
- Tu-95U – Övningsflygplan för pilotutbildning (Bear-T).
- Tu-95KU – Övningsflygplan för utbildning i användandet av Ch-20.
- Tu-95V – Bombflygplan specialbyggt för att bära särskilt kraftiga kärnvapen som Tsarbomben.
- Tu-95RTs – Marint spaningsflygplan med den kraftfulla radarn Uspech (Bear-D).
- Tu-95MR – Fotospaningsversion (Bear-E).
- Tu-95KM – Tu-95K uppgraderad att bära tre stycken Raduga Ch-22 i stället för en Ch-20 (Bear-G).
- Tu-95MS – Vapenplattform för kryssningsroboten Raduga Ch-55 (Bear-H).
- Tu-95LAL – Atomdrivet provflygplan.
- Tu-114 – Passagerarflygplan (Cleat).
- Tu-126 – AEW-flygplan (Moss).
- Tu-142 – Ubåtsjaktflygplan (Bear-F).

## Bilder

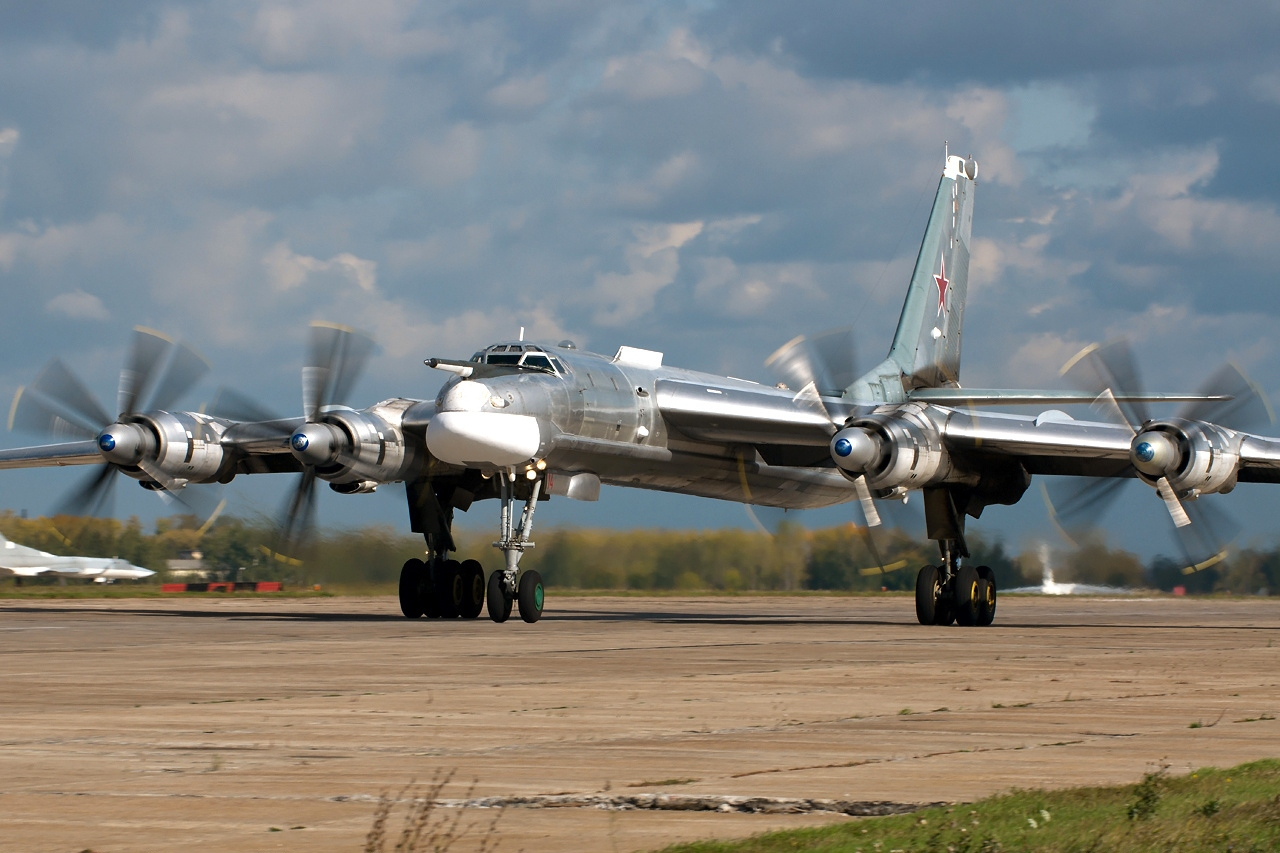
Tu-95MS
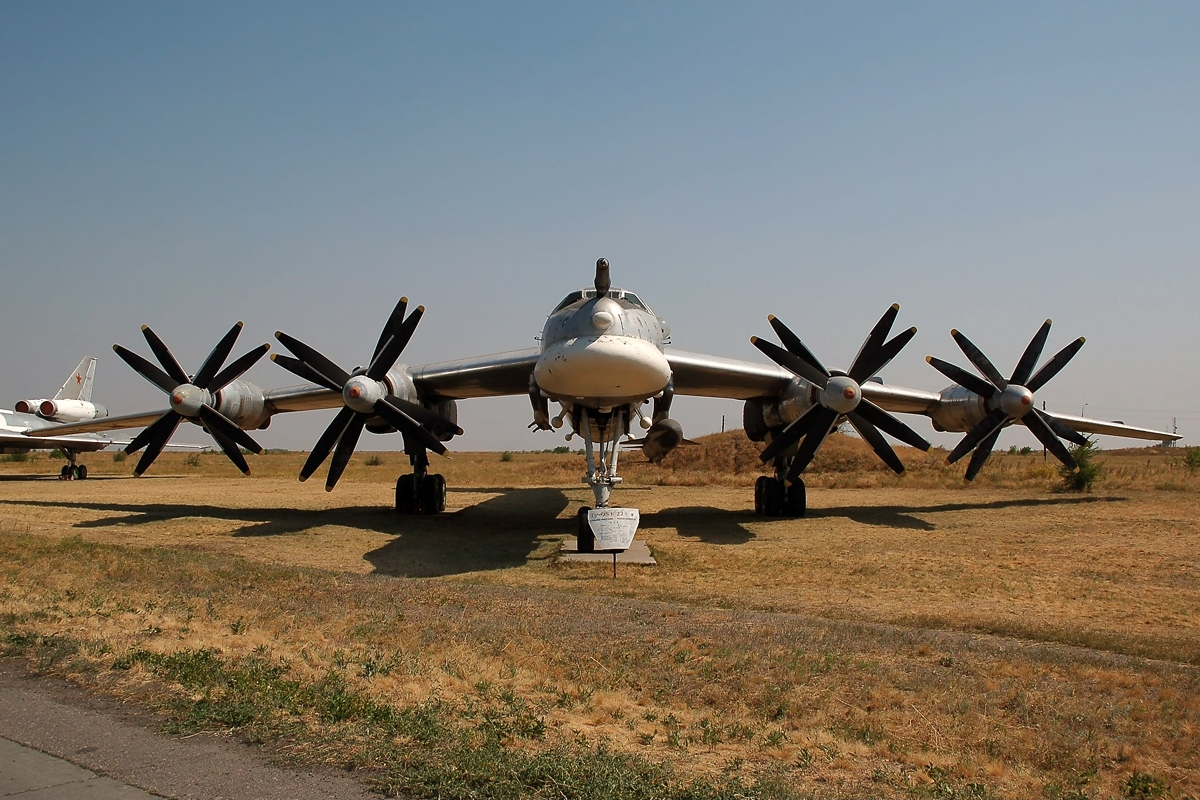
Tu-95K-22
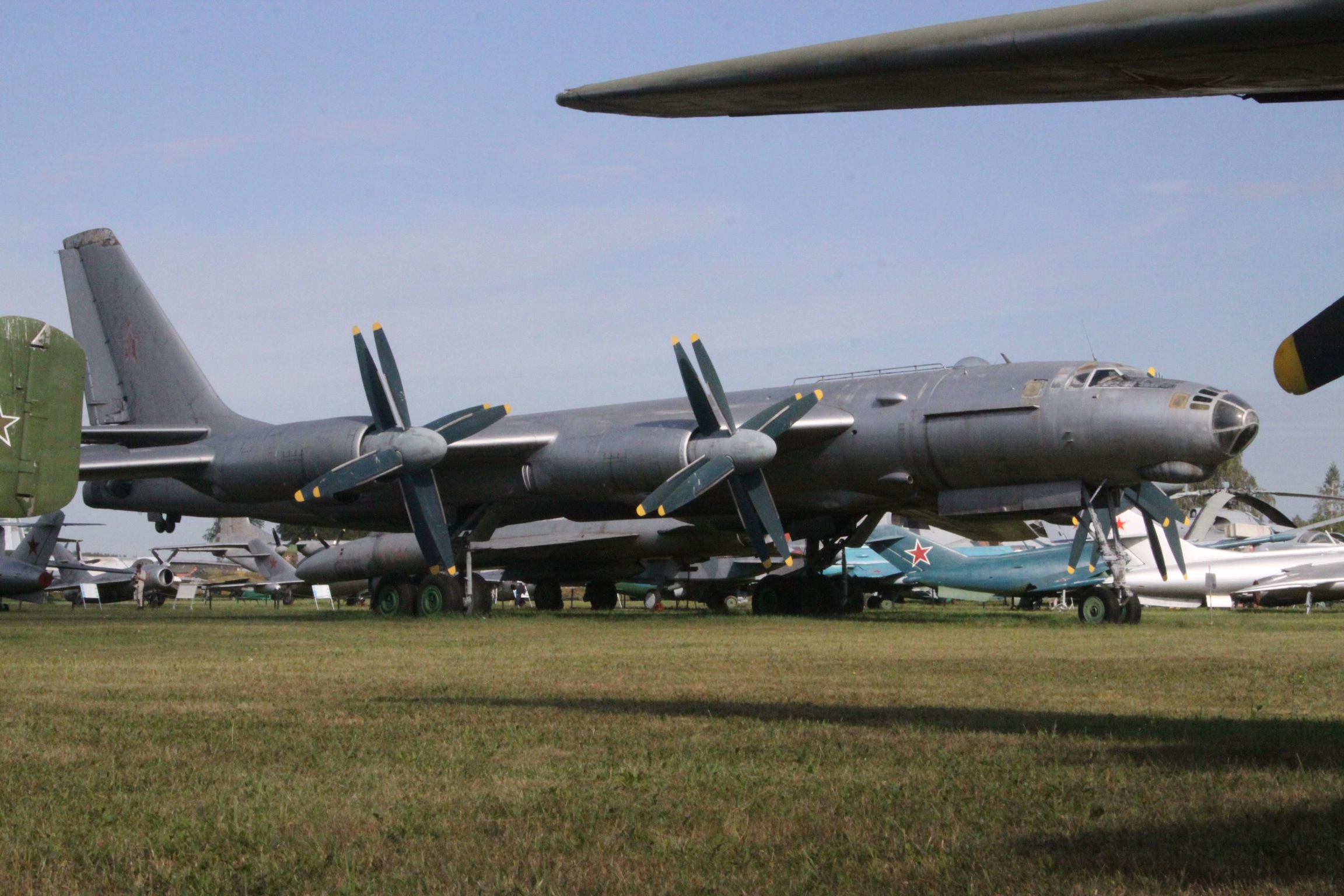
Tu-95LL
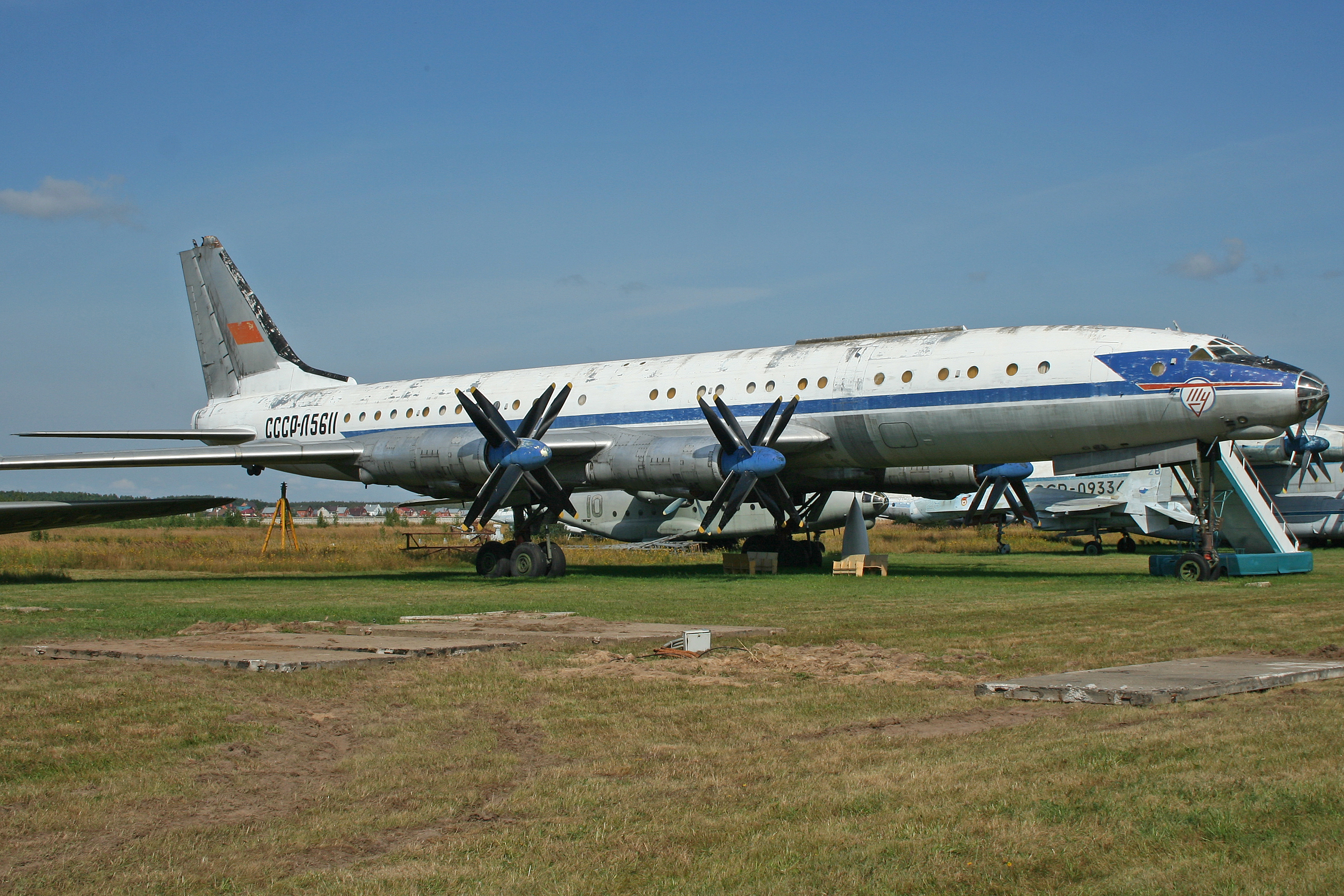
Tu-114
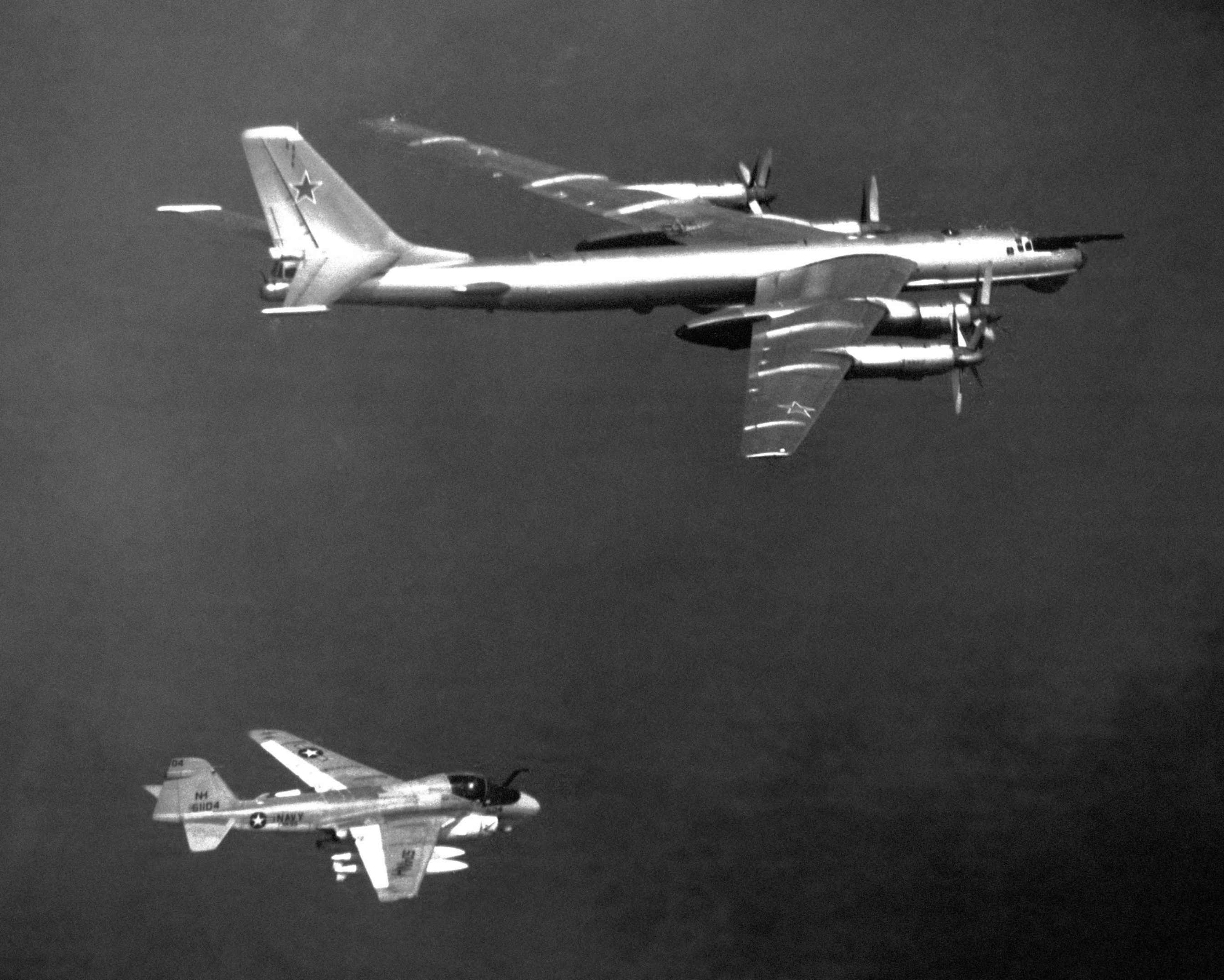
En Tu-95RTs eskorteras av en Grumman A-6 Intruder